# GO (Malte)
 (mai 2021).
Pour les articles homonymes, voir GO.
GO Plc est une société maltaise de télécommunications. C'est un fournisseur de quadruple play qui offre des services téléphoniques, la télévision numérique terrestre et l'accès Internet par DSL et par la fibre à domicile.

## Histoire
Le câble télégraphique sous-marin de Malte est posé pour la première fois depuis la Sicile en 1857 et depuis l'Égypte en 1868. Il est consolidé par des opérations regroupées en 1928. Il est géré par Cable & Wireless. Le Telemalta Corporation Act de 1974 crée Telemalta qui obtient les droits de monopole en tant qu'opérateur et régulateur de tous les services de télécommunications. Maltacom est créée en 1997 en tant que société anonyme et reprend les actifs de Telemalta. Le gouvernement conserve une participation de 60% dans Maltacom et vend 40% au grand public en 1998.
En 1999, une deuxième licence de communications mobiles est délivrée à Mobisle Communications Limited, une filiale de Maltacom Plc à condition que la société mère se dessaisisse de sa participation de 20% pour Vodafone Malta dans les six mois suivant le lancement de Mobisle. Fin 2000, Mobisle lance un réseau GSM sous la marque GO Mobile. En mai 2006, le gouvernement maltais vend sa participation de 60% dans Maltacom à TECOM Investments, une propriété de Dubai Holding.
En février 2007, Maltacom Group acquiert Multiplus et devient l'unique actionnaire de la société. Avec l'acquisition de Multiplus, Maltacom Group devient le seul fournisseur de quadruple play à Malte. Le 12 juin 2007, Maltacom Group procède à sa fusion de la fusion des 4 marques Maltacom, Maltanet (un FAI), Multiplus (un fournisseur de TNT) et GO Mobile et devient GO.
En janvier 2008, GO augmente considérablement la capacité de la fibre optique vers Malte en établissant une deuxième fibre se connectant à Mazara del Vallo, en Italie.
La société tunisienne de télécommunications Tunisie Télécom décide de racheter 60% des parts de la société de télécommunications Go Malta à la société émirienne EIT pour 200 millions d'euros en juin 2016. En juillet 2019, après une procédure juridique, Tunisie Télécom détient 65,42% des parts de la société.